# Assafe Já III
Nauabe Mir Aquebar Ali Cã Badur (Nawab Mir Akbar Ali Khan Bahadur; m. 1829), cujo título real era Assafe Já III (Asaf Jah III) e Sicandar Já (Sikandar Jah), foi o sexto nizã de Hiderabade entre 1803 e 1829, em sucessão a seu pai Assafe Já II (r. 1762–1803).